# Saurav Gurjar
Saurav Gurjar (Gwalior, 5 de junio de 1984) es un luchador profesional y actor indio. Es conocido por haber trabajado para la empresa estadounidense WWE, donde se presentó para bajo el nombre de Sanga. 
En televisión, es recordado por interpretar a Bheem en el programa de televisión Mahabharat. 

## Primeros años
Gurjar es oriundo de Gwalior en Madhya Pradesh y es un ex Medallista de Oro de Kickboxing Nacional. Comenzó a actuar en la televisión india desde 2013.

## Carrera como luchador profesional

### Ring Ka King (2011-2012)
En diciembre de 2011, participó en el proyecto de India de Total Nonstop Action Wrestling, Ring Ka King, donde actuó bajo el nombre de Deadly Danda. Fue miembro del talón RDX estable de Jeff Jarrett junto a Abyss, Scott Steiner, Nick Aldis y Sonjay Dutt.

### WWE (2018-2024)
El 14 de enero de 2018, Gurjar firmó un contrato con WWE. Hizo su debut en NXT en un evento en vivo en Orlando haciendo equipo con Rinku Singh en una derrota ante Danny Burch y Oney Lorcan. El 21 de marzo de 2019, él y Singh comenzaron a ser administrados por Robert Strauss en eventos en vivo de NXT. Gurjar hizo su primera aparición televisada como participante en la batalla real de los hombres de Worlds Collide. En el episodio de NXT del 25 de marzo, Gurjar hizo su debut oficial en la lista amarilla, y junto con Rinku Singh atacó a Matt Riddle, estableciéndose como un heel. 
En el NXT Level Up emitido el 13 de mayo, derrotó a Dante Chen, a la siguiente semana en el NXT 2.0 del 17 de mayo, confrontó a Wes Lee en backstage.
En abril de 2024, Sanga fue liberado de su contrato por WWE.

## Filmografía

### Televisión
| Año       | Título                        | Personaje    | Notas                               |
| --------- | ----------------------------- | ------------ | ----------------------------------- |
| 2013–2014 | Mahabharat                    | Bheem        |                                     |
| 2016–2017 | Sankatmochan Mahabali Hanuman | Ravan y Vali | Reemplazo a Aarya Babbar como Ravan |

### Películas
| Año  | Título     | Papel          | notas                       |
| 2019 | Brahmastra | Papel Negativo | filmación de película debut |